# Arroyo Tobia
Arroyo Tobia är ett vattendrag i Spanien.   Det ligger i provinsen Provincia de La Rioja och regionen La Rioja, i den norra delen av landet, 220 km norr om huvudstaden Madrid.